# 笹菊薬品
笹菊薬品株式会社（ささきくやくひん）は、1866年（慶応2年）、新潟県で創業し医薬品小売業を経て、1950年（昭和25年）医薬品卸売業を開業、加茂市を中心に医療機関を対象に塩野義製薬、日本ケミファ、山之内製薬、ファイザー等の特約店として新潟、長岡、上越、佐渡に営業所を設け事業を拡大した。1988年（昭和63年）、医薬分業制度に対応して調剤薬局経営に進出。同時に医薬品卸業を縮小、各地営業所を廃止、大部分を名古屋市スズケンに営業譲渡。調剤薬局は新潟市に第1号店を開設以来、下越地区中心に開設を続け、現在、24店舗を展開している。

## 沿革
- 1866年 - 薬種屋「笹川屋菊蔵」創業
- 1923年 - 「笹菊薬局」に改称
- 1935年 - 「合名会社笹菊商店」を設立
- 1963年 - 「株式会社笹菊商店」に組織変更
- 1975年 - 「笹菊薬品株式会社」に商号変更
- 1982年 - 「（株）加茂調剤センター」を設立、同社「（株）メディウイル」商号変更
- 1988年 - 新潟市に第1号店「長潟調剤薬局」を開設

医薬品卸部門の大部分を（株）スズケンに営業譲渡
- 1995年 - 哈爾濱市医薬公司と合弁で（株）哈爾濱漢方薬局を設立
- 2001年 - （株）哈爾濱漢方薬局を「（株）メディウイル」に吸収合併
- 2002年 - 医薬品卸部門を廃止、一切の営業を（株）スズケンに譲渡

## 主要卸売業
- （株）スズケン
- （株）マルタケ
- （株）バイタルネット
- 本間東邦（株）

## 店舗
- 笹菊薬局 - 加茂市上町7-11
- 長潟調剤薬局 - 新潟市中央区長潟3-1-18
- 中央町調剤薬局 - 新発田市中央町3-9-6
- 船戸山調剤薬局 - 新潟市江南区元町3-3-28
- 平島調剤薬局 - 新潟市西区平島1-17-1
- 坂井調剤薬局 - 新潟市西区坂井951
- 諏訪ノ木調剤薬局 - 加茂市加茂新田8368-4
- 幸町調剤薬局 - 加茂市幸町1-12-11
- ユリノキ調剤薬局 - 加茂市幸町1-16-26
- 石川調剤薬局 - 加茂市石川2-1-37
- みどり台調剤薬局 - 南蒲原郡田上町川船河甲1330-6
- 仲町調剤薬局 - 加茂市仲町1-35
- たがみ調剤薬局 - 南蒲原郡田上町田上丙1225-3
- 大郷町調剤薬局 - 加茂市大郷町1-13-2
- 荻堀調剤薬局 - 三条市荻堀1289-17
- コウヤ調剤薬局 - 三条市興野2-11-30
- 新光町調剤薬局 - 三条市新光町1-27
- 西本成寺調剤薬局 - 三条市西本成寺1-38-46
- 東町調剤薬局 - 燕市吉田3505-1
- ソマギ調剤薬局 - 燕市杣木1470-2
- さわたり調剤薬局 - 燕市佐渡187-1
- 加茂調剤薬局 - 加茂市番田11-32
- 穀町調剤薬局 - 加茂市穀町6-21
- 哈爾濱漢方薬局 - 新潟市中央区米山5-14-13